# كهف غوف

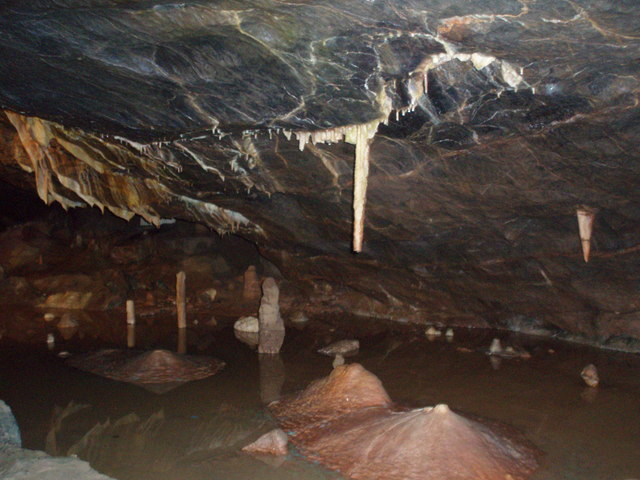
صواعد ونوازل الكهوف في كهف غوف.

كهف غوف هو كهف يقع في شيدر جورج ضمن تلال المينديب في سومرست، إنجلترا.  
يبلغ عمقه 115 مترًا (377 قدمًا)، ويمتد على طول 3.405 كيلومترات (2.12 ميل). يضم الكهف غرفًا واسعة وتشكيلات صخرية مميزة، كما يحتوي على أكبر نهر تحت الأرض في المملكة المتحدة.

## التاريخ
كانت الأقسام الأولية من كهف غوف، المعروفة سابقًا باسم ثقب الرمل، متاحة للوصول قبل القرن التاسع عشر. وبين عامي 1892 و1898، قام ريتشارد كوكس غوف، الذي كان يقيم في لايون هاوس في شيدر، باكتشاف فتحة جديدة، مما سمح للعامة باستكشاف أجزاء أوسع من الكهف، وصولًا إلى حجرة الماس، التي تُعد اليوم نهاية المسار السياحي داخل الكهف. وفي عام 1899، تم تزويد الكهف السياحي بالإضاءة الكهربائية لأول مرة.
يتعرض الكهف للفيضانات التي تستمر عادةً 48 ساعة، إلا أنه خلال الفيضان الكبير عام 1968، استمر الفيضان لمدة ثلاثة أيام.
بين عامي 1985 و1990، تم استكشاف الأجزاء المغمورة بالمياه من نظام الكهف بشكل مكثف، مما أتاح فهمًا أعمق لتكوينه الجيولوجي.

## البقايا البشرية و المعيشة
احتوى كهف غوف على بقايا هياكل عظمية بشرية وحيوانية، تحمل جميعها علامات تقطيع وتكسير، مما يشير إلى إزالة اللحم واستهلاكه. وقد تم العثور على جماجم بشرية تعود إلى خمسة إلى عشرة أفراد، من بينهم طفل يبلغ من العمر ثلاث سنوات ومراهقان. ويبدو أن بعض الجماجم قد أُعيد تشكيلها لاستخدامها كأقداح للشرب أو كأوانٍ، وهو تقليد معروف في مواقع المجدلانية الأخرى في أوروبا.
وفي عام 1903، تم العثور على بقايا رجل بشري داخل الكهف، وأُطلق عليه اسم رجل شيدر. ويُعد هذا الهيكل العظمي أقدم هيكل بشري مكتمل في بريطانيا، ويُقدَّر عمره بحوالي 7,150 سنة قبل الميلاد. وتشير الدراسات إلى أنه ربما تعرض لموت عنيف. وفي عام 2018، كشف تحليل الحمض النووي الميتوكوندري أن رجل شيدر يرتبط وراثيًا بأحد سكان المنطقة المحليين، وهو أدريان تارجيت، مُدرس تاريخ متقاعد، مما يشير إلى وجود صلة قرابة بعيدة جدًا بينهما. كما أظهرت تحليلات الجينوم أنه كان على الأرجح يمتلك عيونًا زرقاء، وبشرة داكنة، وشعرًا مموجًا داكنًا. ومع ذلك، أثار تقرير لاحق نُشر في مجلة نيو ساينتست بعض الشكوك العلمية حول هذه النتائج. تُعرض بقايا رجل شيدر حاليًا في متحف التاريخ الطبيعي في لندن، مع نسخة طبق الأصل في متحف رجل شيدر وآكلي لحوم البشر في جورج. وقد تم العثور أيضًا على بقايا بشرية أخرى في الكهف.
في عام 2007، اكتُشف نحت لماموث داخل الكهف، يُقدَّر عمره بحوالي 13,000 سنة، مما يعزز الأهمية الأثرية لهذا الموقع.
وفي عام 2010، خضعت عظام بشرية إضافية من الكهف لتحليل الكربون المشع، وقدَّرت النتائج أن هذه العظام تعود إلى نهاية العصر الجليدي، أي قبل حوالي 14,700 سنة. كما أظهرت تحليلات المجهر ثلاثي الأبعاد أن إزالة اللحم من العظام تمت باستخدام الأدوات والتقنيات نفسها المستخدمة على عظام الحيوانات، مما يدعم نظرية أكل لحوم البشر بين سكان المنطقة في ذلك الوقت، وفقًا للبروفيسور كريس سترينجر من متحف التاريخ الطبيعي في لندن.
وفي فبراير 2011، نشر الفريق نفسه دراسة حول جماجم بشرية اكتُشفت في الكهف عام 1987، تعود إلى نفس الفترة الزمنية. وأظهرت الدراسة أن هذه الجماجم كانت تُعاد تشكيلها عمدًا لاستخدامها كأقداح شرب وأوانٍ، ما يؤكد استمرار هذه الممارسة بين السكان الذين عاشوا أو زاروا الكهف آنذاك.

## الوصول و الوصف
الجزء السياحي من الكهف
د كهف غوف واحدًا من أبرز الكهوف السياحية في بريطانيا، حيث تُفتح أول 820 مترًا (2,690 قدمًا) للعامة، وهي المسافة التي تحتوي على أكثر الطبقات الجيولوجية تميزًا. أما الجزء الأكبر من طول الكهف، فهو يتكون من مجرى نهرٍ تحت الأرض، لا يمكن الوصول إليه إلا عبر الغوص داخل الكهف.
ما وراء الكهف السياحي
يضم كهف غوف ممرات طويلة مغمورة بالكامل بالمياه، مما يجعله موقعًا مثاليًا لاستكشاف غوص الكهوف.
- يبدأ الغواصون بالنزول إلى المستنقع 1a عبر ممر ضيق يُعرف باسم "المضيق الشديد". في قاع هذا الممر، ينفتح الطريق إلى النهر الجوفي، الذي يقع على بعد عدة أمتار فقط على الجانب الآخر.
- تم استكشاف هذا النهر لمسافة 335 مترًا (1,099 قدمًا) في اتجاه مجرى النهر.
- في حالة الغوص عكس التيار، يمكن الغوص لمسافة 150 مترًا (490 قدمًا) وصولًا إلى حجرة لويد هول، وهي حجرة بطول 20 مترًا (66 قدمًا)، يمكن الوصول إليها أيضًا عبر طريق بديل جاف.[16]
- بعد ذلك، يؤدي الغوص لمسافة 140 مترًا (460 قدمًا) عبر المستنقع 1b إلى صعود في مجرى مرتفع يقود إلى حجرة ضخمة تُعرف باسم "قصر الأسقف"، والتي تُعد أكبر حجرة مكتشفة في كهوف شيدر، حيث يبلغ طولها 60 مترًا (197 قدمًا) وعرضها 25 مترًا (82 قدمًا)، وتمتلئ بالصخور الضخمة.
- بعد المرور عبر ثلاث برك مياه تُعرف باسم "أحواض البط"، يصل المستكشفون إلى المستنقع 2، الذي يبلغ عمقه 27 مترًا (89 قدمًا) في أوطأ نقطة له، ويبلغ طوله 150 مترًا (492 قدمًا).[5]
- بعد ذلك، يظهر الهواء مجددًا في منطقة شيفارد كروك، التي تسبق المستنقع 3، وهو أعمق نقطة مستكشفة حتى الآن، حيث يصل عمقه إلى 55 مترًا (180 قدمًا)، ويمتد إلى 30 مترًا (98 قدمًا) تحت مستوى سطح البحر.
- بعد المستنقع 3، يمتد ممر عريض صاعد لمسافة 370 مترًا (1,214 قدمًا)، قبل أن ينتهي بـ انسداد مائي لا يمكن عبوره، ولا يزال تحت مستوى سطح الماء حتى الآن، مما يجعله آخر نقطة مستكشفة في الكهف.[5][17]